# Sunriver
Sunriver az Amerikai Egyesült Államok északnyugati részén, Oregon állam Deschutes megyéjében, a Cascade-hegységben, a Deschutes-folyó keleti partján, Bendtől 24 km-re délre elhelyezkedő statisztikai- és önkormányzat nélküli település. A 2010. évi népszámláláskor 1393 lakosa volt. Területe 23,3 km², melyből 0,4 km² vízi.
A közösség a bendi statisztikai körzet része.
A statisztikai területen található a Village at Sunriver nevű üdülőtelep, amely a szobákon felül számos kikapcsolódási lehetőséget, báltermet, illetve négy golfpályát kínál; utóbbiakból kettő privát (Caldera és Crosswater; a vendégeknek fenntartva), kettőt (Meadows és Woodlands) pedig bárki használhat. A településen van még a 2012-ben elkészült Sunriver Homeowners Aquatic and Recreation Center sport- és szabadidőközpont.

## Történet
A település a második világháborús utászképző Abbot szimulációs tábor területén jött létre. Az eredeti létesítmény 1942 és 1944 között működött; megszűnésekor nagy részét megsemmisítették.
Az épületek közül a tiszti termet megtartották és renoválták; ma az üdülőtelep tulajdonában van. A Sunriver nevet a telep fejlesztői (John Gray és Donald V. McCallum) találták ki. Az első épület a Sunriver Lodge-gal egyidőben, 1968-ban épült fel; a telkek értékesítése egy évvel később kezdődött meg.
Korábban itt volt a Shonquest tanya. A helyi postahivatal 1969. július 19-én, az első szolgáltató intézményekkel egyidőben nyílt meg.

## Éghajlat
A város éghajlata a Köppen-skála szerint meleg nyári mediterrán (Csb-vel jelölve). A legcsapadékosabb hónap december, a legszárazabb pedig szeptember. A legmelegebb hónap július, a leghidegebb pedig december.
| Hónap                         | Jan.  | Feb.  | Már.  | Ápr.  | Máj.  | Jún. | Júl. | Aug. | Szep. | Okt.  | Nov.  | Dec.  | Év    |
| ----------------------------- | ----- | ----- | ----- | ----- | ----- | ---- | ---- | ---- | ----- | ----- | ----- | ----- | ----- |
| Rekord max. hőmérséklet (°C)  | 19,4  | 22,8  | 25,6  | 30,0  | 33,9  | 37,2 | 40,0 | 38,9 | 37,8  | 32,2  | 25,0  | 18,9  | 40,0  |
| Átlagos max. hőmérséklet (°C) | 5,0   | 6,7   | 10,6  | 13,9  | 18,3  | 22,2 | 27,8 | 27,2 | 23,3  | 16,7  | 8,3   | 3,9   | 15,4  |
| Átlaghőmérséklet (°C)         | 0,3   | 1,2   | 4,2   | 6,4   | 10,3  | 13,9 | 18,4 | 17,5 | 13,9  | 8,7   | 3,1   | −1,3  | 8,1   |
| Átlagos min. hőmérséklet (°C) | −4,4  | −4,4  | −2,2  | −1,1  | 2,2   | 5,6  | 8,9  | 7,8  | 4,4   | 0,6   | −2,2  | −5,0  | 0,9   |
| Rekord min. hőmérséklet (°C)  | −32,2 | −32,2 | −21,1 | −12,8 | −10,6 | −5,0 | −2,8 | −2,8 | −8,9  | −18,0 | −25,6 | −31,1 | −32,2 |
| Átl. csapadékmennyiség (mm)   | 39    | 28    | 19    | 22    | 23    | 18   | 14   | 12   | 10    | 15    | 35    | 56    | 291   |
| Forrás: The Weather Channel   |       |       |       |       |       |      |      |      |       |       |       |       |       |

## Népesség
A 2010-es népszámláláskor  1393 lakója, 725 háztartása és 520 családja volt. A népsűrűség 60,8 fő/km2. A lakóegységek száma 4568, sűrűségük 199,5 db/km2. A lakosok 96,9%-a fehér, 0,6%-a afroamerikai, 0,3%-a indián, 0,5%-a ázsiai, 0,1%-a a Csendes-óceáni szigetekről származik, 0,6%-a egyéb, 1,1%-a pedig kettő vagy több etnikumú. A spanyol vagy latino származásúak aránya 1,6% (0,6% mexikói, 0,1% Puerto Ricó-i,  0,8% egyéb spanyol vagy latino származású.)
A háztartások 6,2%-ában élt 18 évnél fiatalabb. 69,7% házas, 1,1% egyedülálló nő, 1% egyedülálló férfi, 28,3% pedig nem család. 24,4% egyedül élt; 11,7%-uk 65 éves vagy idősebb. Egy háztartásban átlagosan 1,92 személy élt; a családok átlagmérete 2,21 fő.
A medián életkor 64 év volt. Lakóinak 5,4%-a 18 évesnél fiatalabb, 1,8% 18 és 24 év közötti, 6,5%-uk 25 és 44 év közötti, 38,8%-uk 45 és 64 év közötti, 46,7%-uk pedig 65 éves vagy idősebb. A lakosok 50%-a férfi, 50%-a pedig nő.

## Fordítás
Ez a szócikk részben vagy egészben  a   Sunriver, Oregon című angol Wikipédia-szócikk ezen változatának fordításán alapul.  Az eredeti cikk szerkesztőit annak laptörténete sorolja fel. Ez a jelzés csupán a megfogalmazás eredetét és a szerzői jogokat jelzi, nem szolgál a cikkben szereplő információk forrásmegjelöléseként.